# Paul Jaray
Paul Jaray (em húngaro:  Pál Járay; Viena, 11 de março de 1889 — St. Gallen, 22 de setembro de 1974) foi um engenheiro mecânico e aerodinamicista austríaco.